# Dašice
Dašice (en allemand : Daschitz) est une ville du district et de la région de Pardubice, en République tchèque. Sa population s'élevait à 2 642 habitants en 2024.

## Géographie
Dašice se trouve à 10 km à l'est de Pardubice, à 22 km au sud-sud-est de Hradec Králové et à 106 km à l'est de Prague.
La commune est limitée par Sezemice, Lány u Dašic et Dolní Ředice au nord, par Dolní Roveň au nord et à l'est, par Moravany et Kostěnice au sud, et par Pardubice à l'ouest.

## Histoire
La première mention écrite du village date de 1318.

## Administration
La commune se compose de six sections :
- Dašice
- Malolánské
- Pod Dubem
- Prachovice
- Velkolánské
- Zminný

## Galerie

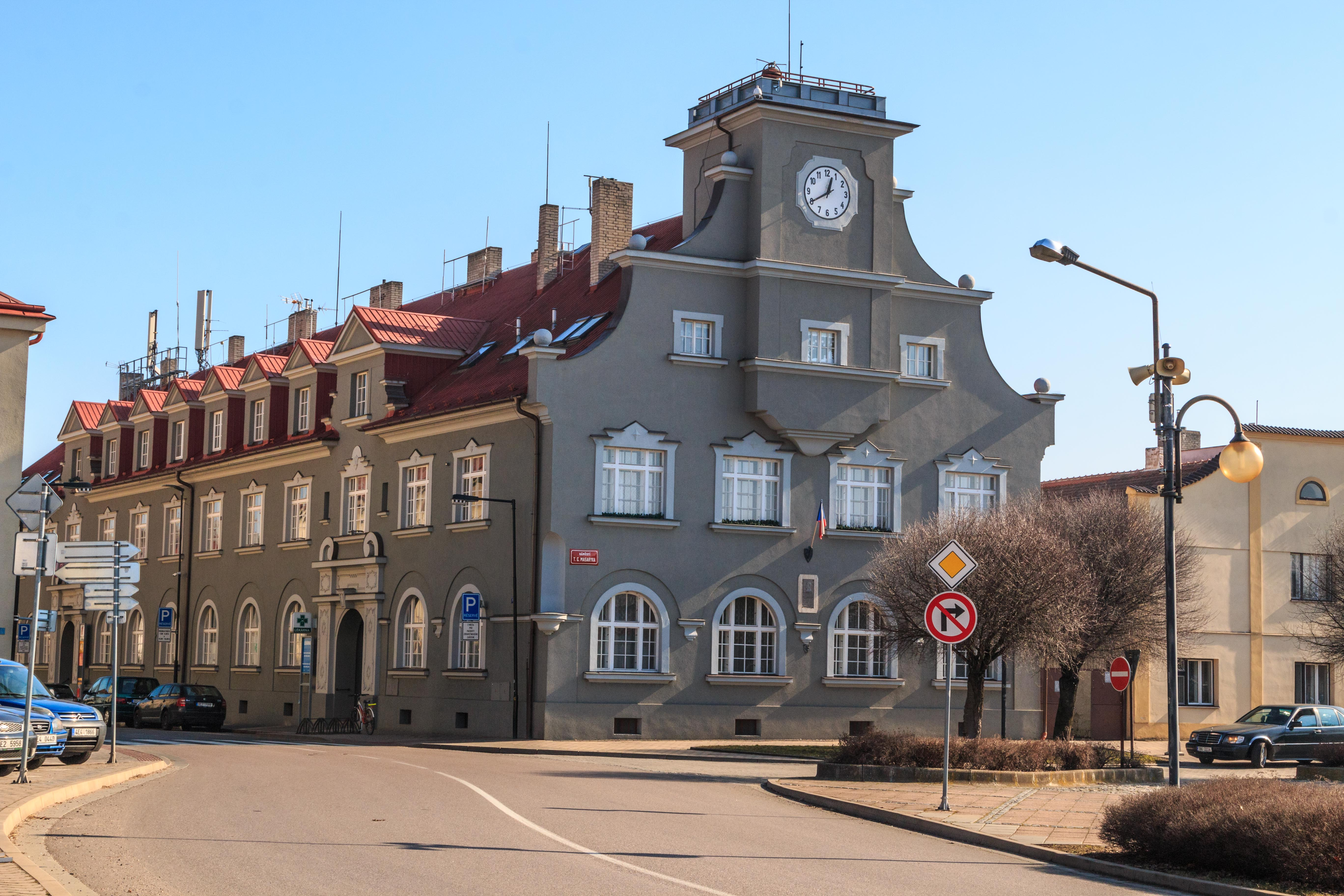
Dašice : hôtel de ville.
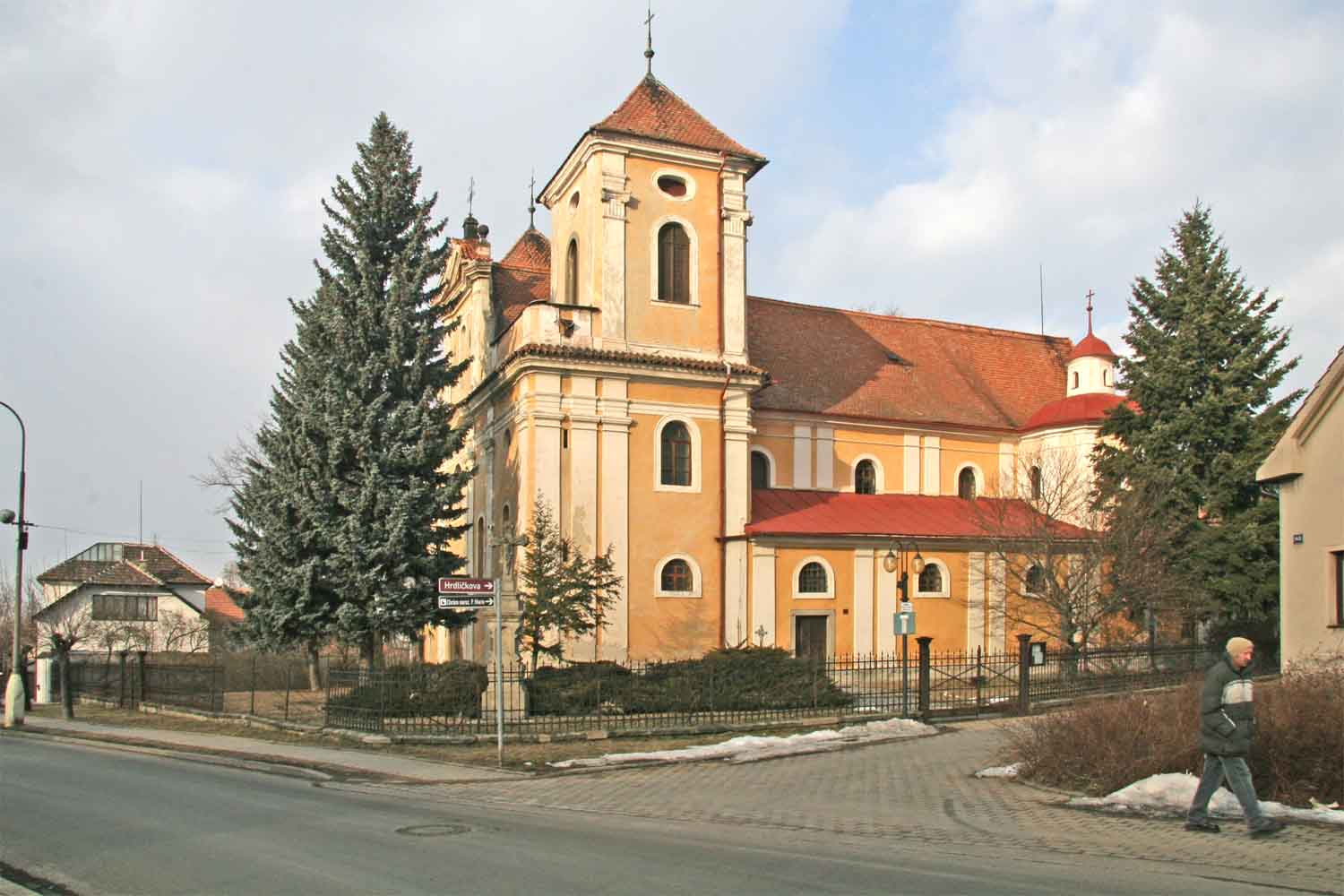
Église de la Nativité.

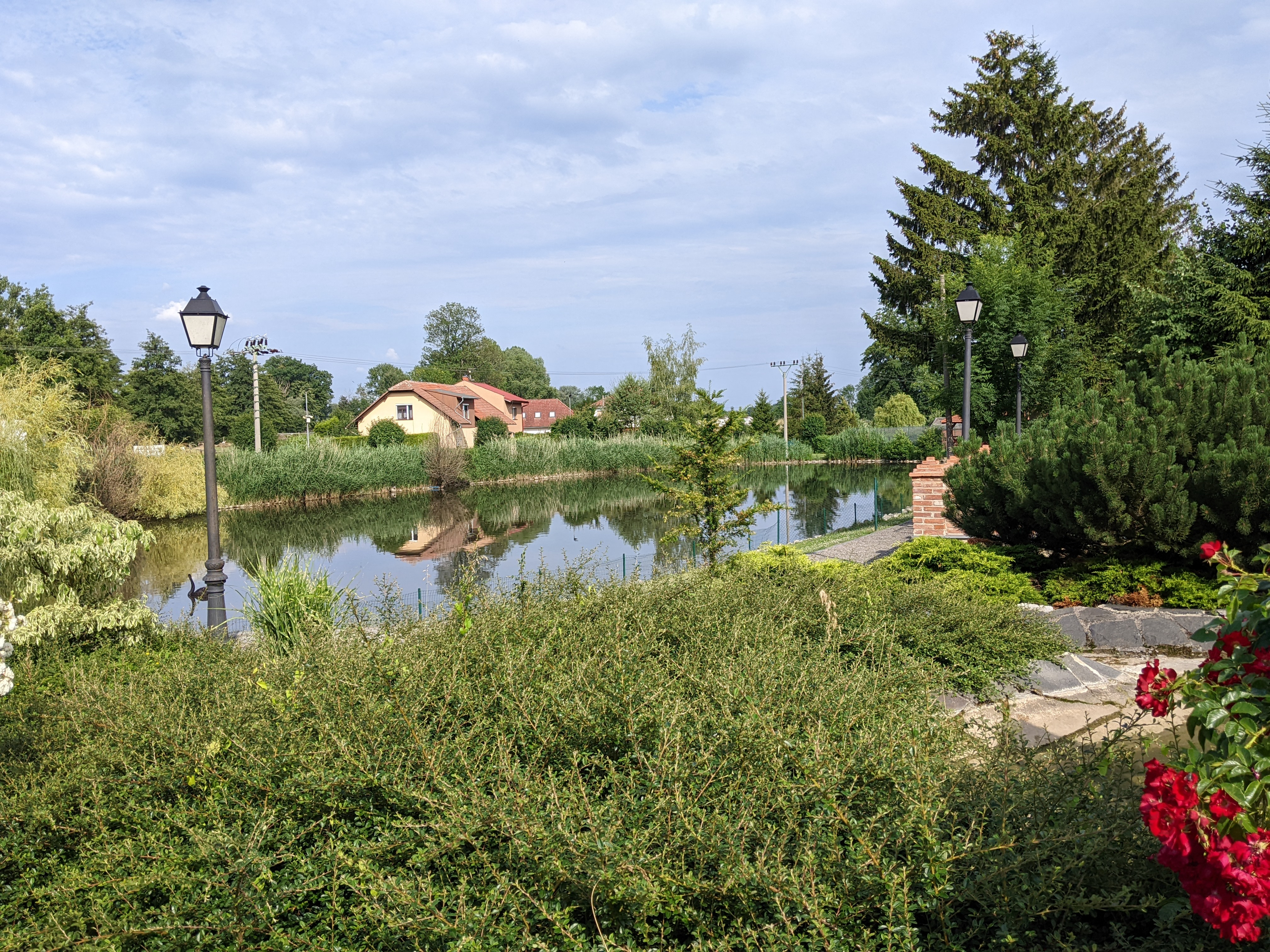
Bassin près de la brasserie.
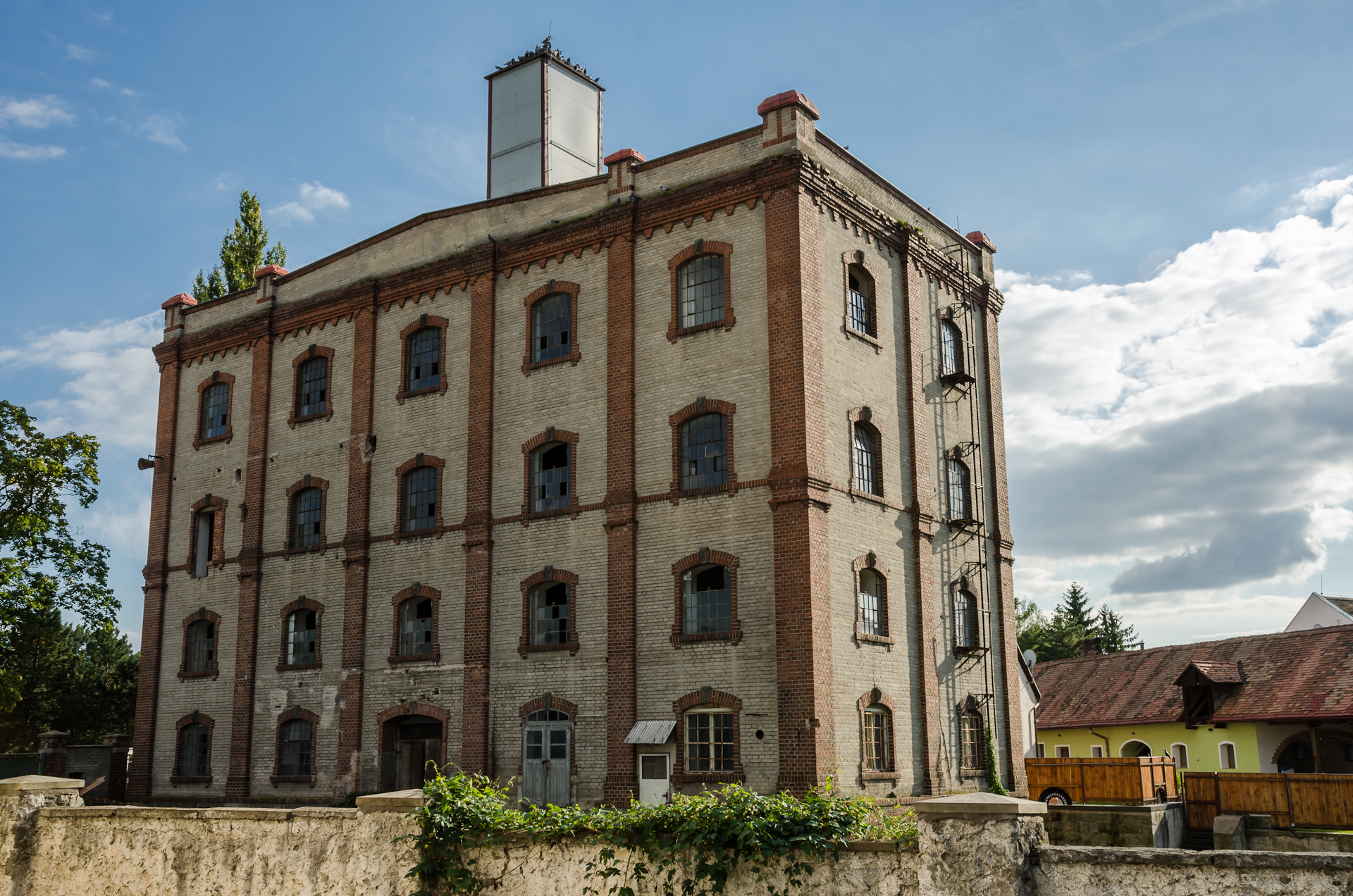
Ancien moulin.

## Transports
Par la route, Dašice se trouve à 11 km de Pardubice et à 127 km de Prague. 